# Commune d'Are
La commune d’Are (en estonien : Are vald) est une municipalité rurale d'Estonie située dans le Comté de Pärnu. Elle s'étend sur 161 km2

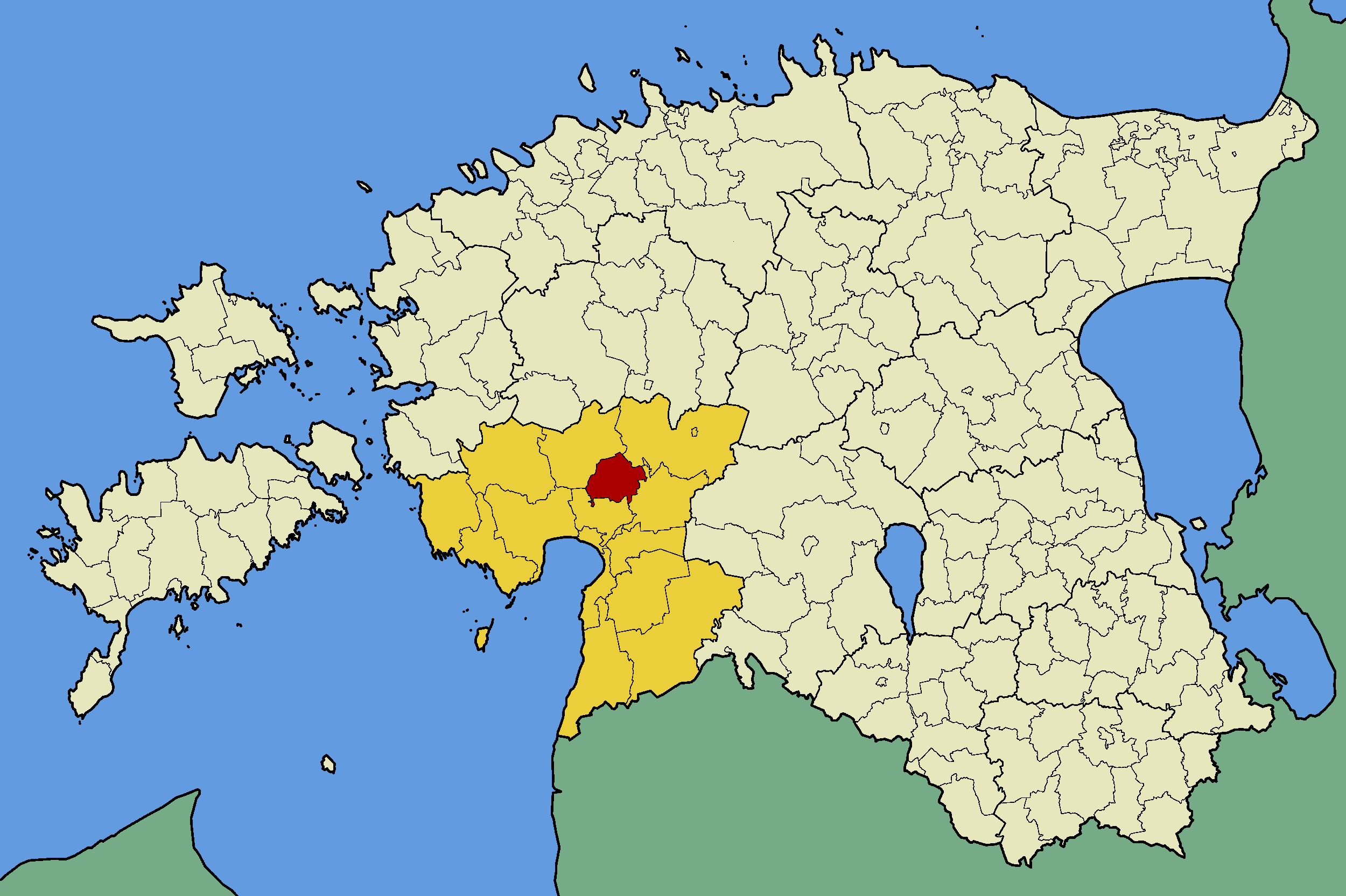
Commune de Are (en rouge) dans le Comté de Pärnu (en jaune).

et a 1 224 habitants au 1er janvier 2012.

## Municipalité
La municipalité regroupe 1 bourg et 11 villages:

### Bourgs
Are

### Villages
Eavere, Elbu, Kurena, Lepplaane, Murru, Niidu, Parisselja, Pärivere, Suigu, Tabria, Võlla.